# Hashima (ö)
Hashima (端島?), även kallad Gunkanjima (軍艦島?), är en ö som ligger cirka 15 km sydsydväst om Nagasaki i Japan. Ön var bebodd mellan 1887 och 1974 av kolgruvearbetare och deras familjer. Efter att kol bruten på den närliggande ön Takashima visade hög kvalitet, gjordes försök på flera omkringliggande öar. År 1887 togs ett schakt upp på den dittills obebodda lilla klippön Hashima. Tre år senare köptes ön upp av Mitsubishi. År 1916 bröts 150 000 ton kol per år och över 3 000 personer bodde på ön. Då uppfördes ett bostadshus i armerad betong, vilket var Japans första större betongbyggnad. Under andra världskriget användes kinesiska och koreanska krigsfångar som arbetskraft i gruvan. Toppen i befolkningsstatistiken nåddes 1959, då 5 259 personer bodde på ön, som fungerade som ett minisamhälle med skolor, sjukhus, biograf, affärer, barer och restauranger. Hela bebyggelsen var sammanbunden med ett labyrintliknande system av trappor och korridorer. Tre femtedelar av öns yta upptogs av bostäder och de återstående två femtedelarna av gruvindustrin. Den 6,3 hektar stora ön var då världens mest tätbefolkade område.

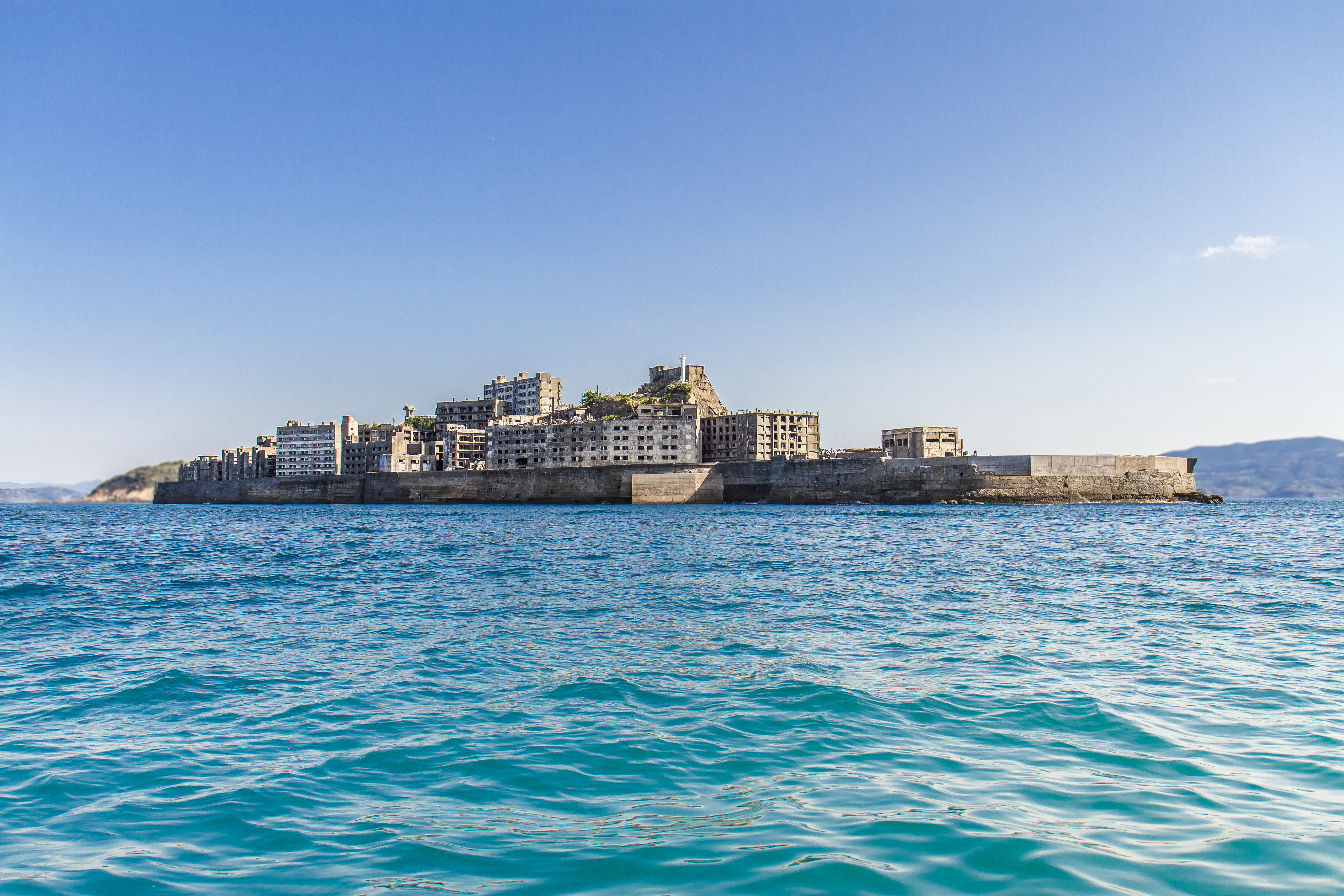
Hashima

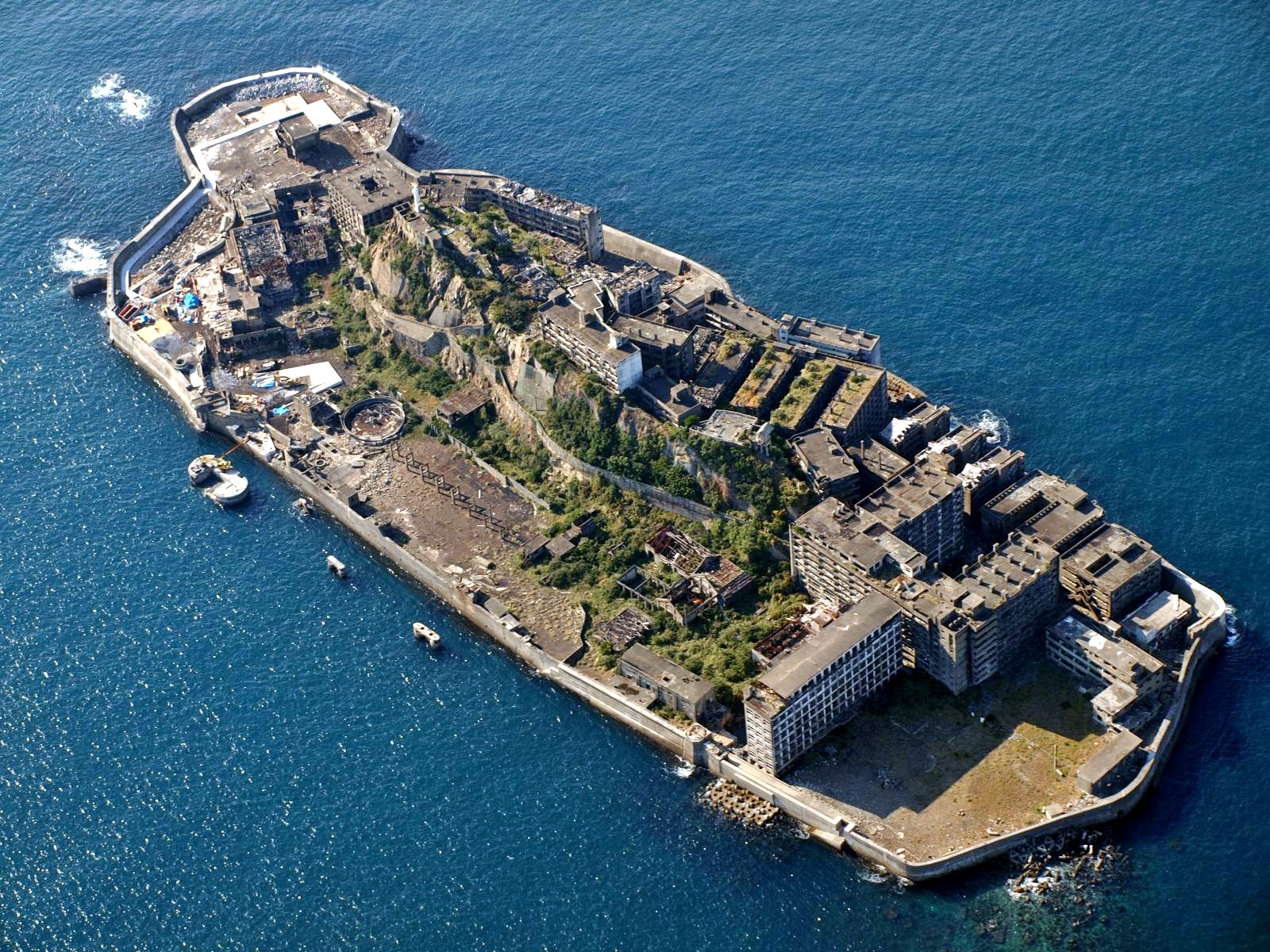
Hashima, flygfoto.

Ön är totalt övergiven sedan 1974, då gruvan lades ner och landstigningsförbud råder på stora delar av ön. Sedan 2009 kan vissa delar av ön beträdas och har blivit en turistattraktion med ordnade båtturer.
Filmen Battle Royale II har delvis spelats in på Hashima, och så även James Bond-filmen Skyfall.
En fiktiv koreansk film vid namn Battleship Island handlar om de koreanska krigsfångarna som levde på ön i slutet på andra världskriget.